# Трубицын, Михаил Иванович
Михаил Иванович Трубицын (1905—1992) — подполковник Советской Армии, участник Великой Отечественной войны, Герой Советского Союза (1945).

## Биография
Михаил Трубицын родился 11 января 1905 года в селе Верхний Студенец (ныне — Задонский район Липецкой области). После окончания четырёх классов школы и ремесленного училища работал в колхозе. В 1927—1929 годах проходил службу в Рабоче-крестьянской Красной Армии. В 1930 году переехал в Ростов-на-Дону. В июне 1941 года Трубицын повторно был призван в армию и направлен на фронт Великой Отечественной войны. В боях три раза был ранен.
К январю 1945 года гвардии капитан Михаил Трубицын командовал 1-м мотострелковым батальоном 17-й гвардейской механизированной бригады 6-го гвардейского механизированного корпуса 4-й танковой армии 1-го Украинского фронта. Отличился во время форсирования Одера. 25 января 1945 года, находясь в авангарде сил бригады, батальон Трубицына переправился через Одер в районе Кёбена (ныне — Хобеня) и захватил плацдарм на его западном берегу, после чего удерживал его до переправы основных сил.
Указом Президиума Верховного Совета СССР от 10 апреля 1945 года за «образцовое выполнение боевых заданий командования на фронте борьбы с немецкими захватчиками и проявленные при этом мужество и героизм» гвардии капитан Михаил Трубицын был удостоен высокого звания Героя Советского Союза с вручением ордена Ленина и медали «Золотая Звезда» за номером 6017.
После окончания войны Трубицын продолжил службу в Советской Армии. В 1946 году он окончил Ленинградскую высшую офицерскую бронетанковую школу. В декабре 1957 года в звании подполковника Трубицын был уволен в запас. Проживал и работал в Краматорске. Скончался в 1992 году, похоронен в Краматорске.
Был также награждён двумя орденами Отечественной войны 1-й степени, орденами Отечественной войны 2-й степени и Красной Звезды, рядом медалей.